# Flügeltür

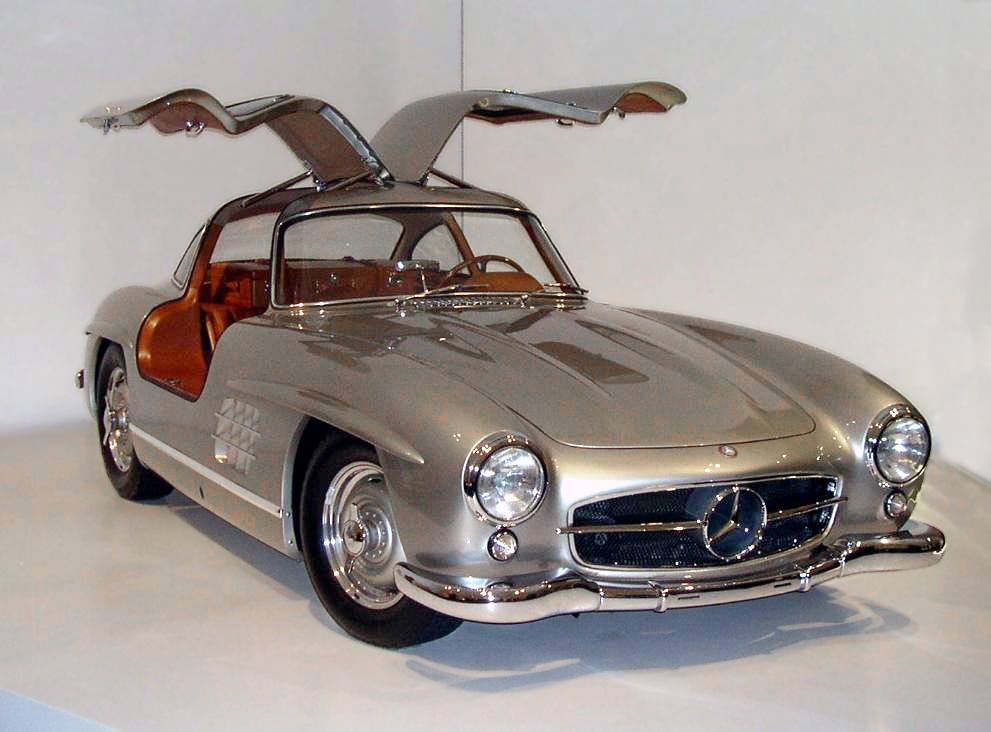
Mercedes-Benz 300 SL

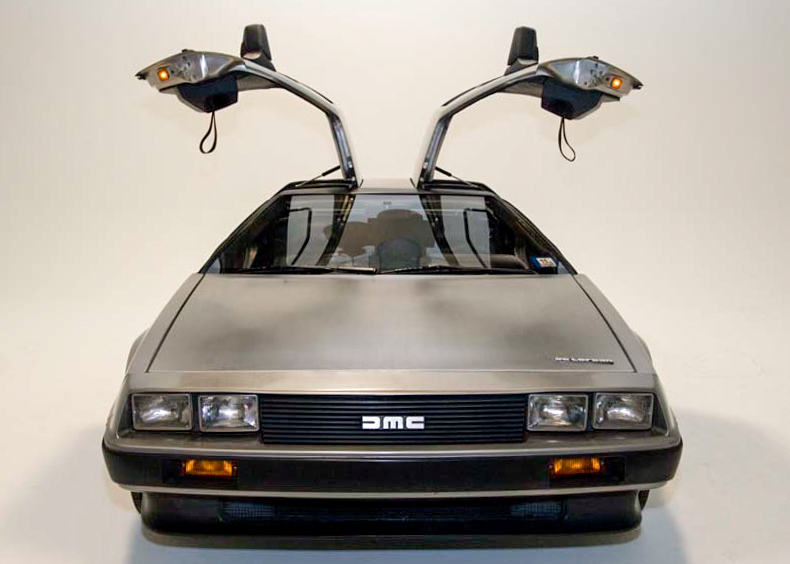
DeLorean DMC-12

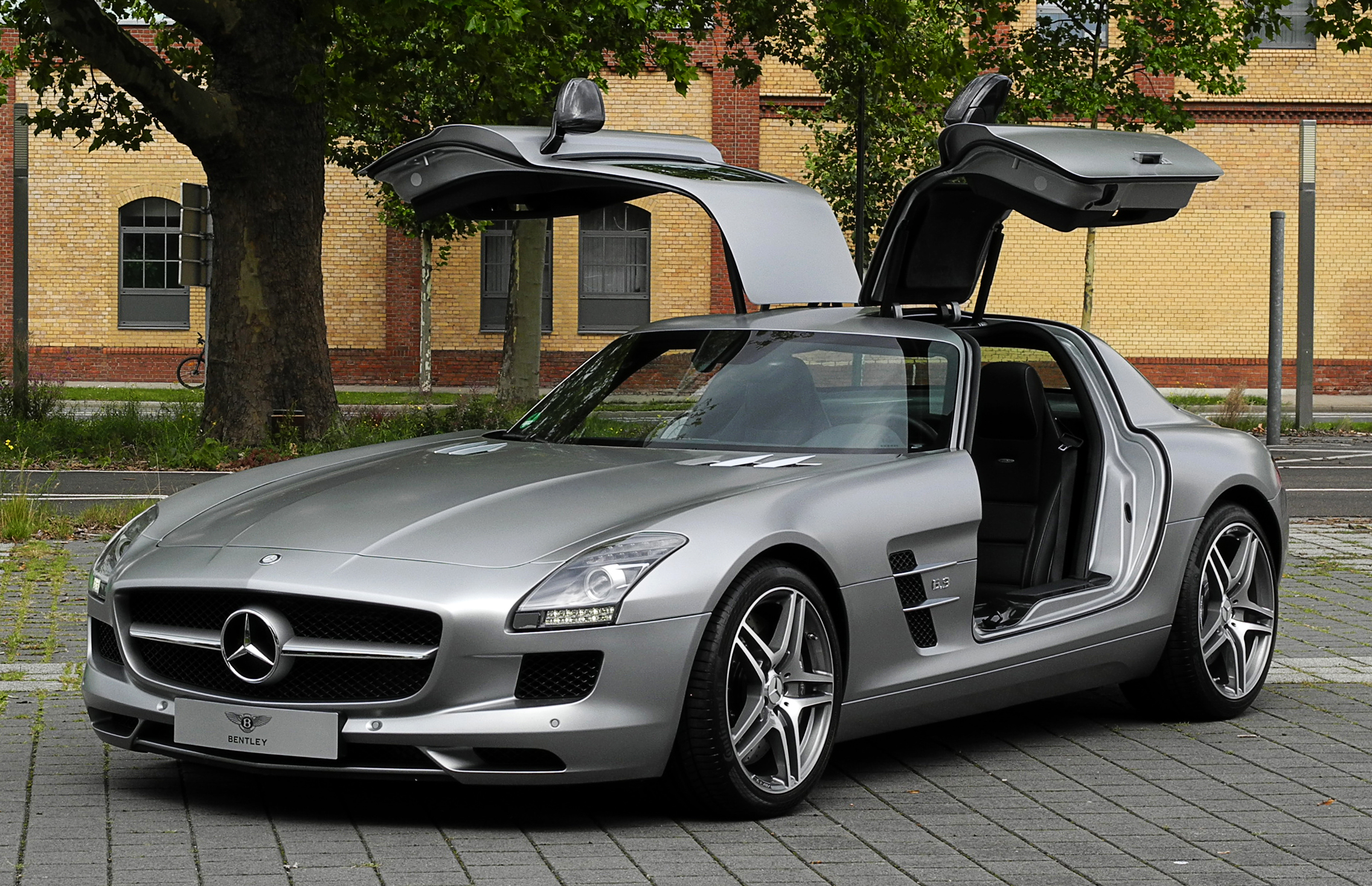
Mercedes-Benz SLS AMG

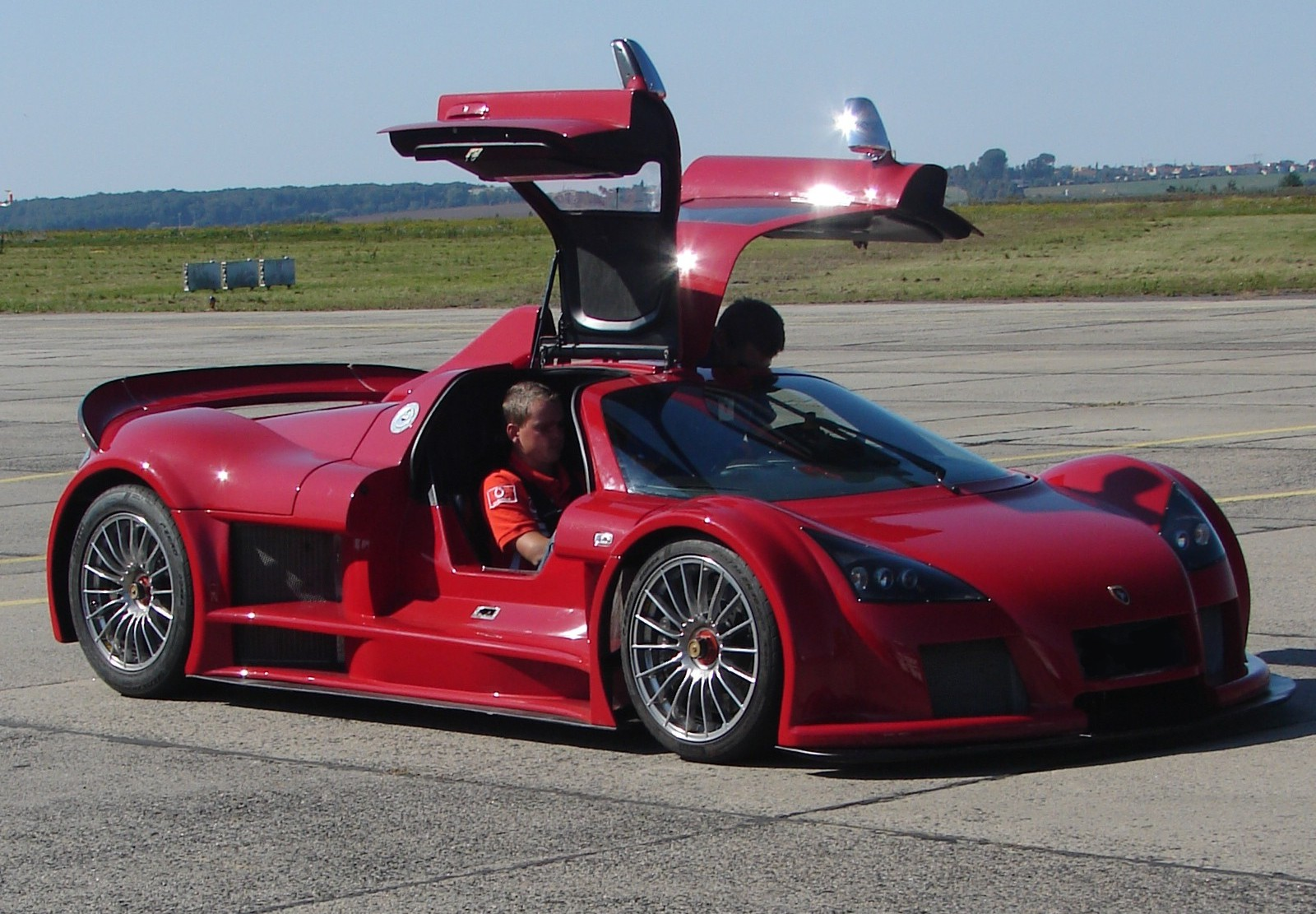
Gumpert Apollo

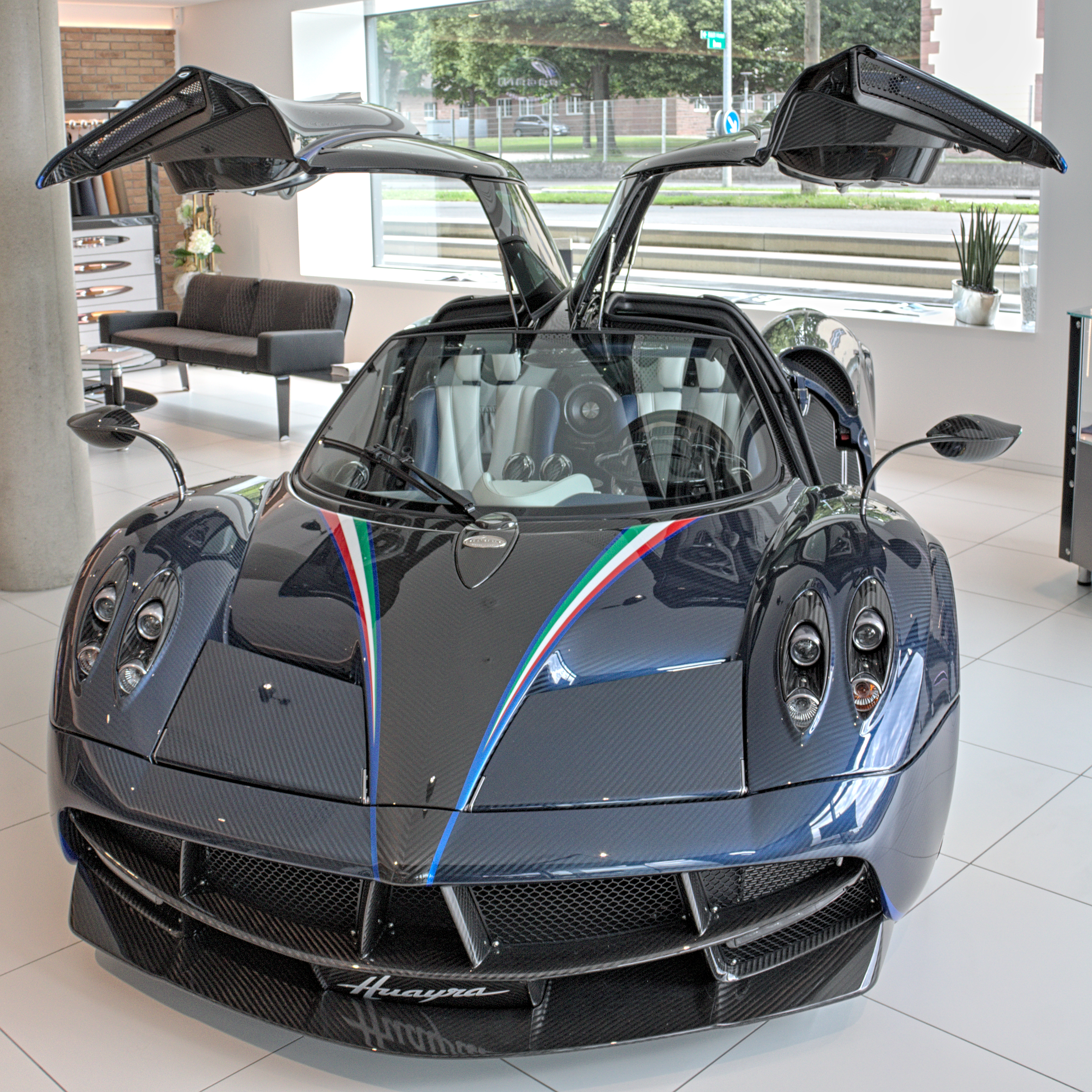
Pagani Huayra

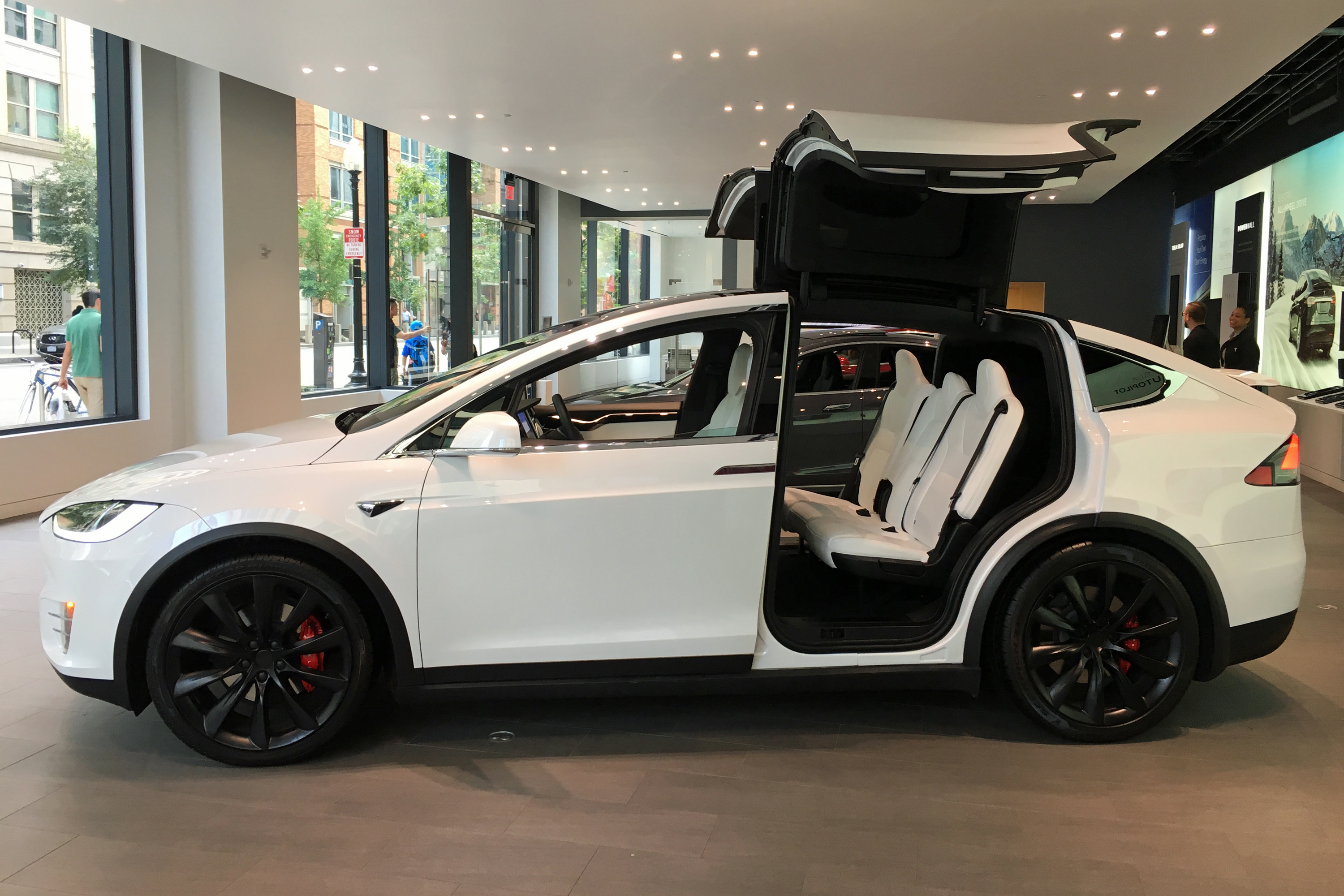
Falcon Wing Hintertür des Tesla Model X

Eine Flügeltür bezeichnet bei PKW eine Fahrzeugtür, die mit einem Anschlag im Dachbereich nach oben geöffnet wird. Mit der Tür wird gleichzeitig ein Teil des Fahrzeugdaches geöffnet, um den bequemen Einstieg in das Fahrzeug zu ermöglichen.
Die Technik wurde – basierend auf dem deutschen Patent Nr. 844544 Hanns Trippels – im Jahr 1952 erstmals beim 300 SL (W 194) Sportwagen von Mercedes-Benz verwendet. Aufgrund der Rohrrahmen-Bauweise war der Seitenschweller sehr hoch, eine konventionelle Türe wäre aufgrund des flachen Daches des Rennwagens zu klein ausgefallen. Sowohl Gitterrahmen als auch Flügeltüren wurden 1954 beim 300 SL (W 198) in die Serie übernommen. Bei den Versuchsfahrzeugen C 111 (ab 1969) wurde das Prinzip wieder eingesetzt.
In Großserienfahrzeugen haben sich Flügeltüren nie durchgesetzt, obwohl es in beengten Parklücken hilfreich wäre. Andererseits könnte man nach einem Überschlag einen auf dem Dach liegenden Wagen nicht mehr verlassen. Beim Mercedes-Benz SLS AMG hat man dieses Problem dadurch gelöst, dass die Türen nach einem Überschlag abgesprengt werden, so dass ein Verlassen des Fahrzeugs möglich ist.
Durch die Zurück-in-die-Zukunft-Film-Trilogie wurde der DeLorean DMC-12 (1980–1983) bekannt. In den 1980er Jahren waren Flügeltüren in der Tuning-Szene in Mode. In Kleinserie wurde der Supersportwagen Gumpert Apollo mit Flügeltüren angeboten.
Oft mit Flügeltüren verwechselt werden die nach vorne öffnenden Scherentüren, die Lamborghini bei den V12-Modellen seit dem Countach einsetzt, und Tuner als „Lambo style doors“ für viele Wagen zur Nachrüstung anbieten. Sie haben den Anschlag im Bereich des vorderen Kotflügels und werden parallel zur Fahrtrichtung nach oben vorwärts angehoben.
Eine Variante sind die sogenannte Falcon Wings des Tesla Model X, bei dem sich oberhalb der Fenster ein weiteres Gelenk befindet, wodurch der Platzbedarf beim Öffnen in engen Parklücken sowie in niedrigen Garagen verringert wird.

## Weitere Beispiele für Fahrzeuge mit Flügeltüren
- Aston Martin Bulldog (Prototyp)
- Autozam AZ-1 Mazda AZ-1/Suzuki Cara
- BMW Turbo X1 (Prototyp)
- Bricklin SV-1
- Bristol Fighter
- DeLorean DMC-12
- Isdera Commendatore 112i
- Isdera Erator GTE
- Isdera Imperator 108i
- Kodiak F1
- Pagani Huayra (Coupé)
- Lamborghini Marzal (Prototyp)
- Melkus RS1000
- Melkus RS2000
- Opel Astra OPC X-treme aus dem Jahr 2001 (Prototyp)
- Porsche Tapiro (Prototyp)
- Renault Mégane Concept (Prototyp)